# Eierschaalporselein

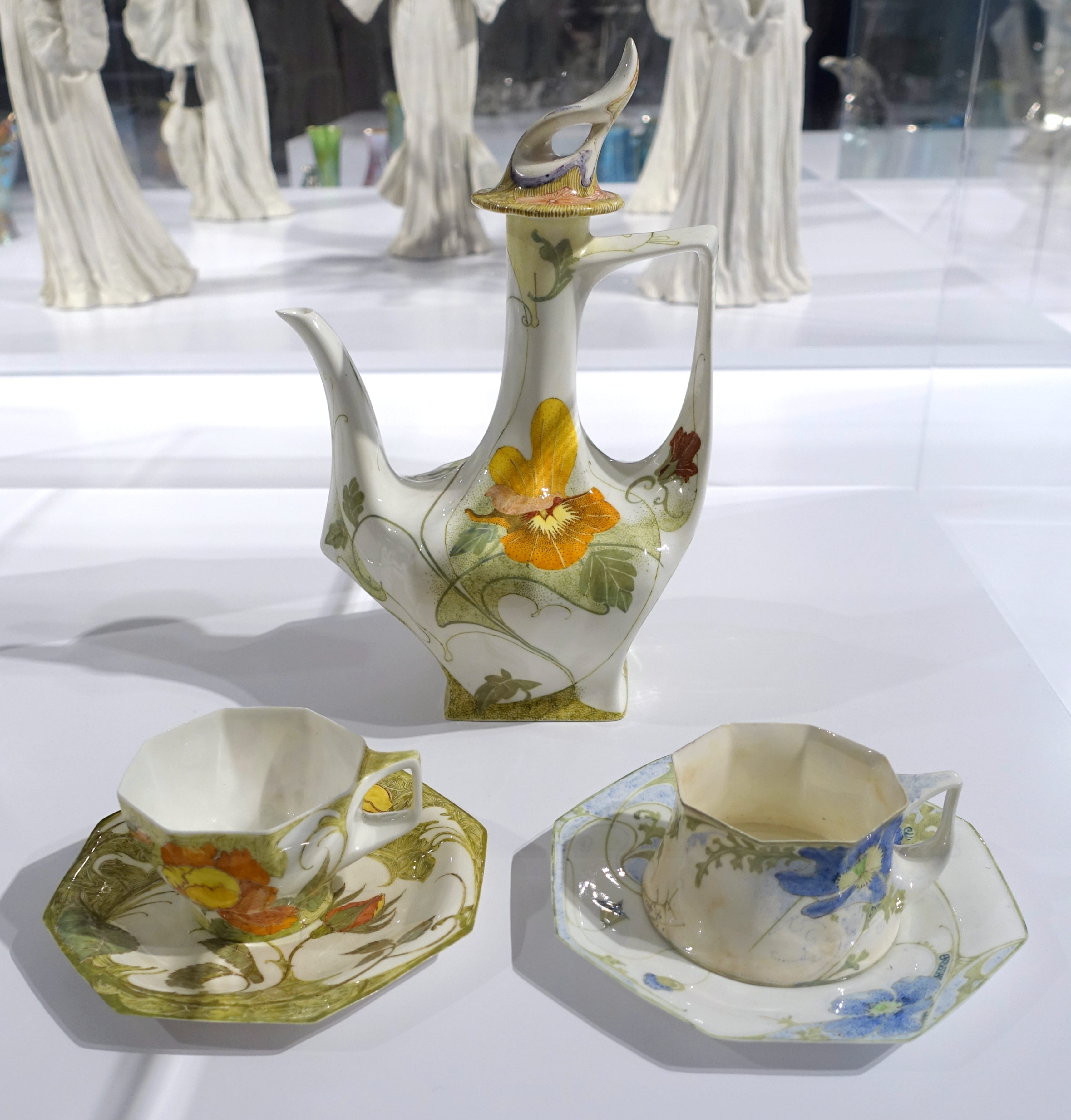
eierschaalporselein van de Plateelbakkerij Rozenburg, Den Haag, ca. 1900

Eierschaalporselein is zeer dun, kwetsbaar porselein van Chinese origine. Het porselein is zo fijn dat het licht doorlaat en in sommige gevallen alleen uit glazuur lijkt te bestaan. Het werd voor zover bekend voor het eerst gemaakt aan het begin van de Ming-dynastie, meer precies tijdens de regeerperiode van de derde keizer Yongle (1403-1424).
Dit type porselein was ook populair tijdens de Qing-dynastie in de Yongzheng-periode (1723 – 1735). Het is ook enige tijd in Nederland geproduceerd door de Haagse Plateelbakkerij Rozenburg, die onder leiding van Jurriaan Kok (1861-1919) in 1899 met de productie begon. Haar beschilderde eierschaalporselein was een van de hoogtepunten van de Nederlandse art nouveau. De productie van modern eierschaalporselein in China startte rond 1916 in de regeerperiode van Hongxian en duurde tot in 1937 Japan na de Slag om Shanghai China’s belangrijkste exporthaven bezette. Eierschaalporselein wordt tot op de dag van vandaag vervaardigd, maar niet meer op grote schaal.
Eierschaalporselein is relatief duur als gevolg van de risico’s voor de producent. Het dunne porselein breekt snel bij het bakken (een percentage ‘misbaksels’ van vijftig procent is niet ongewoon) en bij het decoreren moet ook erg voorzichtig met het materiaal worden omgesprongen. Alleen ervaren pottenbakkers wagen zich dan ook aan de productie. Eierschaalporselein is erg populair bij keramiekverzamelaars. Vermoedelijk is het juist door de kwetsbaarheid en kostbaarheid dat betrekkelijk veel vroeg eierschaalporselein bewaard is gebleven.
Over het productieproces van eierschaalporselein werd erg geheimzinnig gedaan, waarschijnlijk mede omdat het zo’n lucratieve handel oplevert. Rozenburg deed er dan ook enige tijd over om de kunst onder de knie te krijgen. Er wordt daarom ook vaak gezegd dat Rozenburg het eierschaalporselein ‘uitgevonden’ heeft. Algemeen wordt aangenomen dat het porselein oorspronkelijk gedraaid werd op een pottenbakkerswiel en daarna afgeschaafd om de extreem dunne laag te realiseren. Tegenwoordig wordt bij de productie gebruikgemaakt van een mal waarin de vloeibare porseleinklei wordt gegoten. De mal trekt zoveel vocht uit het vloeibare porselein dat deze droogt en de mal weggebroken kan worden. Het laagje ongebakken porselein kan in of buiten de mal dunner of gelijkmatiger van dikte gemaakt worden.
De benaming 'eierschaal' refereert alleen aan de dikte van het materiaal en niet aan de kleur of de decoratie. Eierschaalporselein vindt men dus op uiteenlopende wijzen gedecoreerd. Soms wordt het beschilderd voordat het glazuur wordt gebakken met voorstellingen die alleen zichtbaar zijn als het stuk tegen het licht wordt gehouden. Dit type versiering wordt an-hua genoemd en het werd vooral in het vroege Chinese eierschaalporselein gebruikt. Uit latere perioden is famille rose en famille verte eierschaalporselein bekend: meerkleurige decors op witte, lichtroze en lichtgroene ondergrond.